# Pomucz Tamás
Pomucz Tamás (Siófok, 1957. június 12. – 2020. július 31.) Európa-bajnok magyar vitorlázó.

## Pályafutása
Siófokon Pomucz János és Gáspár Anna gyermekeként született. 1969 és 1991 között a Bp. Spartacus, 1992-től a Balatonfüredi Spartacus vitorlázója volt. Nevelőedzője Dolesch Iván volt. 1971 és 1976 között kalóz, 1977 és 1980 között 470-es, 1981-től repülő hollandi hajóosztályban versenyzett. 1982-től volt tagja a magyar válogatott keretnek. Legnagyobb sikerét az 1989-es balatonfüredi Európa-bajnokságon érte el, ahol repülő hollandiban aranyérmet szerzett Argay Bélával. Részt vett az 1992-es barcelonai olimpián, ahol Somogyi Tamással 23. lett a repülő hollandi versenyszámban. 1989-ben az év vitorlázója lett. 1986-tól edzőként is tevékenykedett. 1993 és 2000 között a válogatott szövetségi kapitánya volt.

## Sikerei, díjai
- az év vitorlázója (1989)

470-as hajóosztály
- Magyar bajnokság
  - 3.: 1980

Repülő hollandi
- Magyar bajnokság
  - bajnok: 1985, 1987, 1990, 1191
  - 2.: 1982, 1984, 1986, 1988, 1992
  - 3.: 1983, 1989
- Európa-bajnokság
  - aranyérmes: 1989, Balatonfüred